# Djamel Menad
Djamel Menad (arabisch جمال مناد; * 22. Juli 1960 in El Bayadh; † 22. März 2025) war ein algerischer Fußballspieler und -trainer.

## Karriere

### Verein
Djamel Menad begann seine Karriere 1975 in der Jugend von JS El Biar. 1976 wechselte er zu CR Belouizdad, wo er sieben Jahre lang, bis 1981 spielte. 1978 gewann er mit seiner Mannschaft den algerischen Pokal. 1981 wechselte er zu JS Kabylie. Dort hatte er mit Abstand die meisten Erfolge seiner Karriere. Er wurde in der Zeit von 1982 und 1986 insgesamt viermal algerischer Meister und 1986 auch algerischer Pokalsieger. Durch seine guten Leistungen wurden auch Mannschaften aus Europa auf ihn aufmerksam. Deshalb wurde er im Jahr 1987 beim französischen Klub Olympique Nîmes verpflichtete. Dort konnte er seine Torjägerqualitäten unter Beweis stellen und schoss in 72 Spielen insgesamt dreißig Tore. 1990 wechselte er nach Portugal zum FC Famalicão. Er absolvierte zwischen 1990 und 1992 insgesamt 57 Spiele und erzielte dabei fünfzehn Tore. Dann wechselte er zum Ligakonkurrenten Belenenses Lissabon. In einem Jahr schoss er dort allerdings nur drei Tore aus 22 Spielen. 1994 ging es zurück nach Algerien, zu JS Kabylie. Auch bei seinem zweiten Aufenthalt dort war er erfolgreich. Er wurde 1995 algerischer Meister und gewann im selben Jahr den African Cup Winners’ Cup. 1996 wechselte er zu USM Algier, wo er ein Jahr später seine Karriere beendete.

### Nationalmannschaft
1982 begann seine Karriere in der algerischen Fußballnationalmannschaft. Djamel Menad gehörte zum Kader für die Fußball-Weltmeisterschaft 1986 in Mexiko, wo er in der Gruppenphase bei der 0:1-Niederlage gegen Brasilien zum Einsatz kam. Bei der Fußball-Afrikameisterschaft 1990 im eigenen Land wurde er mit vier Treffern Torschützenkönig und gewann mit seinem Team das Turnier. Während seiner Nationalmannschaftslaufbahn absolvierte er 81 Spiele und schoss 25 Tore. Er war außerdem Mitglied der algerischen Auswahl, die 1980 in Moskau am olympischen Fußballturnier teilnahm und im Viertelfinale ausschied.
1986 wurde er bei der Wahl zu Afrikas Fußballer des Jahres Dritter hinter Mohammed Timoumi und Rabah Madjer.

### Trainer
2005 begann Menad als Trainer bei USM Algier, wo er zwei Jahre seiner Trainerlaufbahn verbrachte. Zuvor war er ab Juni 1995 bereits spielender Co-Trainer bei JS Kabylie. Von 2007 bis 2011 war er Trainer von JSM Bejaïa.
Daraufhin übernahm er den Trainerposten bei seinem alten Verein CR Belouizdad, räumte aber im Mai 2012 nach dem verlorenen Pokalfinale den Trainerstuhl. Von September 2012 bis Mai 2013 trainierte er die Mannschaft vom MC Alger.

## Titel und Erfolge
JS Kabylie
- Algerischer Meister: 1982, 1983, 1985, 1986, 1995
- Algerischer Pokalsieger: 1986
- African Cup Winners’ Cup: 1995

CR Belouizdad
- Algerischer Pokalsieger: 1978

Nationalmannschaft
- Fußball-Afrikameisterschaft 1990 und Torschützenkönig mit vier Treffern
- Teilnahme an der Fußball-Weltmeisterschaft 1986